# Leonardo de Deus
Leonardo de Deus, destacado depostista brasileño de la especialidad de Natación. En los 200 metros mariposa, ocupó el sexto lugar en los Juegos de Tokio 2020; fue dos veces finalista en Campeonatos del Mundo; dos veces subcampeón Pan-Pacífico y tres veces campeón de los Juegos Panamericanos.

## Biografía

### 2010-2012
Fue reconocido su triunfo de sobrepasar la marca en los Juegos en estilo 200 m Espalda Hombres con una marca de 02:02.00 en los juegos de Medellín 2010.Su desempeño en la novena edición de los juegos, se identificó por ser el sexagésimo quinto deportista con el mayor número de medallas entre todos los participantes del evento, con un total de 3 medallas: dos medallas de oro en los 200 m espalda y en los 200 m mariposa, y una de plata en el 4 × 200 m estilo libre.
Compitió en el Campeonato Pan-Pacífico de Natación de 2010 en Irvine, donde terminó noveno en los 200 m mariposa, y 11 en los 200 m espalda.
También participó en el Campeonato Mundial de Natación en Piscina Corta de 2010 de Dubái, donde terminó 15.º en los 200 m mariposa, y 28.º en los 100 m espalda.
Se clasificó para las semifinales de los 200 m mariposa con el segundo mejor tiempo (1m55s55) en el Campeonato Mundial de Natación de 2011 en Shanghái, terminando 13.º en la semifinal. Él también se clasificó para las semifinales de los 200 m espalda, terminando decimoquinto.
Deus estaba en los Juegos Panamericanos de 2011 en Guadalajara, donde se coronó campeón de los 200 m mariposa, después de una polémica por supuestas patrocinio irregular en la tapa utilizada en la final. Leonardo fue descalificado después del partido, pero después de las protestas de los aficionados y de los propios atletas, la medalla de oro fue devuelto a él. También ganó plata en el 4 × 200 m libre.

### Juegos Olímpicos de 2012
En los Juegos Olímpicos de Londres 2012, terminó 13.º en los 200 m espalda, y 21.º en los 200 m mariposa.

### 2013-2016
En el Campeonato Mundial de Natación de 2013, en Barcelona, Deus terminó en séptimo lugar de su primera clasificación a una final del Campeonato Mundial, en los 200 m mariposa, con un tiempo de 1m56s06. También participó en los 200 m espalda, terminando el 12.º, y en el relevo 4 × 100 metros medley, terminando 12.º, junto con Marcelo Chierighini, Felipe Lima y Nicholas Santos.
En los Juegos Suramericanos de 2014 en Santiago, Chile, ganó dos medallas de oro en el 200 metros mariposa y 200 metros espalda, rompiendo el récord de la competición en las dos pruebas.
En el Trofeo Maria Lenk 2014 en São Paulo, Deus rompió el récord de Brasil en 400 m libre con un tiempo de 3m50s90, mejorando el tiempo de Armando Negreiros, desde 1997, por veintiocho centésimas. In mayo de 2014, en el Campeonato Brasileño Junior y Senior, rompió el récord brasileño de nuevo con un tiempo de 3m50s71.
En el Campeonato Pan-Pacífico de Natación de 2014 de Gold Coast, Australia, Leo ganó la medalla de plata en los 200 m mariposa, con un tiempo de 1m55s28. También terminó sexto en los 200 m espalda y 12 en las eliminatorias de los 400 m libre.
En el Open de Brasil, en Río de Janeiro, Leonardo rompió, por tercera vez, el récord brasileño en los 400 metros libre, con un tiempo de 3m50s37.
En abril de 2015, en el Trofeo Maria Lenk, en Río de Janeiro, rompió el récord sudamericano en los 400 metros libre, con un tiempo de 3:49.62, y nadó mejor marca personal en los 200 metros mariposa, con un tiempo de 1:55.19, el mejor tiempo del año en el evento..
En los Juegos Panamericanos de 2015 en Toronto, de Deus ganado tres medallas: una de oro en los 200 metros mariposa, con un tiempo de 1:55.01, nuevo récord de los Juegos Panamericanos y personal; y dos medallas de bronce en los 200 metros espalda y en los 400 metros libre.
En el Campeonato Mundial de Natación de 2015, en Kazán, de Deus no nadó bien en los 200 metros mariposa. En la semifinal, que terminó con un tiempo de 1:56.02, lejos de su mejor marca, 1:55.01 lograda en los Juegos Panamericanos hace unos días, y terminó en el noveno lugar, la pérdida de un puesto en la final por 0,28 segundos. También terminó 13.º en los 200 metros espalda.

### Juegos Olímpicos de Verano 2016
En los Juegos Olímpicos de Río de Janeiro 2016, rompió el récord brasileño en los 200 metros espalda masculino, con un tiempo de 1:57.00, en las eliminatorias. Terminó en el puesto 13 en general en las semifinales. En los 200 metros mariposa masculino no nadaba bien: aunque tenía tiempos anteriores que lo podían clasificar para la final olímpica, no se acercó a estos tiempos, y con 1:56.77 finalizó 13° en las semifinales.

### 2016-2020
En el Campeonato Mundial de Natación en Piscina Corta de 2016 en Windsor, Ontario, Canadá, fue a la final masculina de 200 metros mariposa y terminó quinto. También terminó 11.º en los 200 metros espalda masculinos.
En el Campeonato Mundial de Natación de 2017 en Budapest, terminó 12.º en los 200 metros espalda masculinos y 14.º en los 200 metros mariposa masculinos.
En el Campeonato Pan-Pacífico de Natación de 2018 en Japón, ganó una medalla de plata en los 200 metros mariposa, con un tiempo de 1:54.89, su récord personal.
En el Campeonato Mundial de Natación en Piscina Corta de 2018 en Hangzhou, China, el equipo brasileño compuesto por Luiz Altamir Melo, Fernando Scheffer, Leonardo Coelho Santos y Breno Correia ganó la medalla de oro en el relevo 4 × 200 estilo libre, rompiendo el récord mundial, con un tiempo de 6:46.81. Leonardo de Deus ganó la medalla de oro al participar en las eliminatorias. También terminó 18.º en los 200 metros mariposa masculinos y 23.º en los 100 metros mariposa masculinos. Eligió no nadar los 200 metros espalda masculinos.
En el Campeonato Mundial de Natación de 2019 en Gwangju, Corea del Sur, alcanzó su segunda final del Campeonato Mundial en los 200 metros mariposa masculinos, terminando séptimo. También terminó 22.º en los 200 metros espalda masculinos.
En los Juegos Panamericanos de 2019 celebrados en Lima, Perú, se convirtió en el primer tres veces campeón de los 200 metros mariposa masculinos en la historia de los Panamericanos. Ganó otra medalla de bronce en los 200 metros espalda masculinos, repitiendo los resultados de Toronto. También ganó oro en el relevo combinado de 4 × 100 metros mixto y plata en el relevo combinado de 4 × 100 metros masculino (ambos, participando en las eliminatorias).

### Juegos Olímpicos de Verano 2020
En los Juegos Olímpicos de Verano de 2020 en Tokio, Leonardo de Deus se clasificó para las semifinales de los 200 metros mariposa masculinos en tercer lugar, con un tiempo de 1:54.83. A los 30 años batió su récord personal en la carrera. En semifinales volvió a nadar por debajo de 1:55, clasificándose en 2.º lugar para la final, siendo esta la primera final olímpica de Leonardo de Deus, en su prueba principal. En la final, terminó en sexto lugar.

### 2020-2024
En el Campeonato Mundial de Natación en Piscina Corta de 2021 en Abu Dhabi, terminó 17.º en los 200 m mariposa con un tiempo de 1:53.94.
En el Campeonato Mundial de Natación de 2022 realizado en Budapest, Hungría, no tuvo una buena actuación en los 200 m mariposa, finalizando en el puesto 14 con un tiempo de 1:56.18.